# Valhalla (cratera)

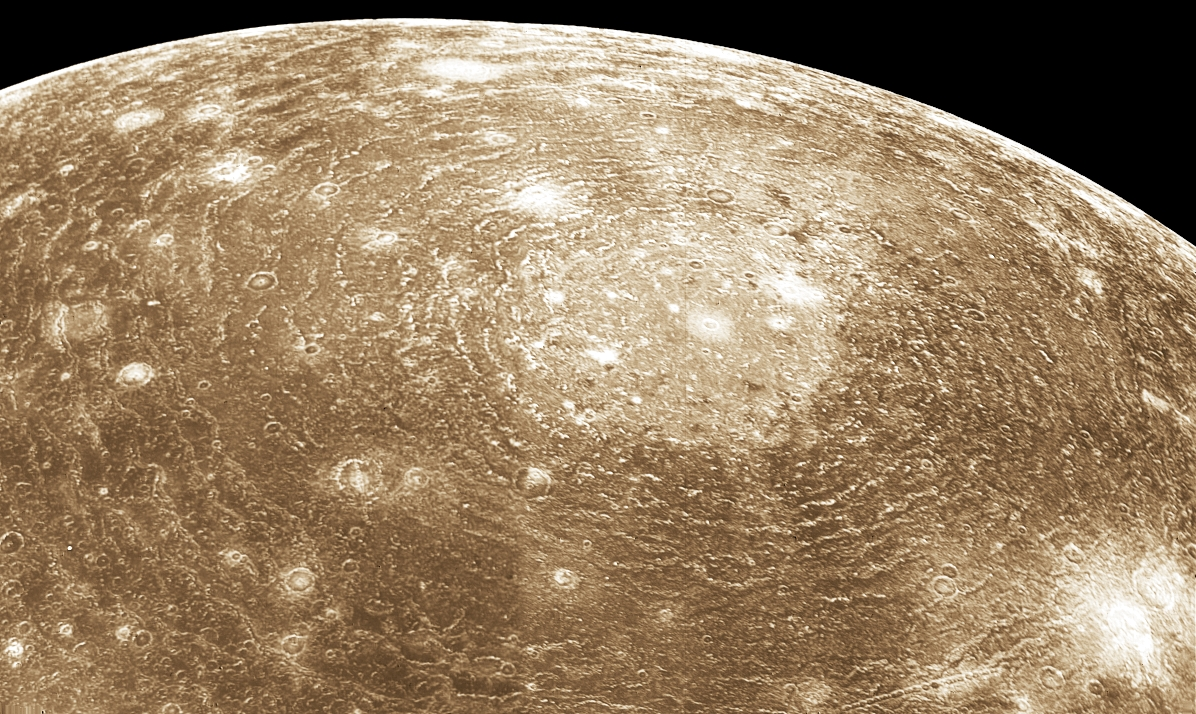
Imagem de Valhalla obtida pela sonda Voyager 1.

Valhalla é a maior estrutura de anéis múltiplos de Calisto e do Sistema Solar. Ela recebeu o nome de Valhala, da mitologia nórdica. Valhalla consiste em uma região brilhante central de 360 km de diâmetro, um tergo interno, uma depressão e anéis concêntrico que se estendem a até 1 900 km do centro. Muitas outras crateras de impacto e cadeias de crateras estão sobrepostas a Valhalla.